# Pfründhaus St. Katharina
Das Pfründhaus St. Katharina ist ein in Teilen denkmalgeschütztes Ensemble innerhalb von Neustadt an der Weinstraße.

## Lage
Das Bauwerk  befindet sich innerhalb des Stadtteils Hambach an der Weinstraße und steht in der Klosterstraße 9. Unmittelbar nördlich verläuft die Enggasse und unmittelbar südlich der Hagenbach.

## Geschichte
Im Jahr 1331 erfolgte eine Stiftung der Frühmesserei St. Katharina durch den Priester Heinrich Hasse. Diese beinhaltete ein Pfründehaus „am tiefen Bronnen“. Heute findet sich dort eine Linde. 1590 fand ein Umbau des Gebäudes statt. 1664 folgte die Verleihung des Hausplatzes in Erbbestand. Daraufhin wurde in diesem Bereich ein  Kelterhaus neu errichtet. Noch vor 1700 wurde dies aufgrund eines Erbfalles aufgeteilt. Kurze Zeit später wurden drei neue Häuser entlang des benachbarten Bereichs der Klosterstraße gebaut.
Im Laufe der 2000er Jahre wurde am Gebäude – wie bei vielen anderen innerhalb von Hambach – eine Infotafel mit der Überschrift Pfründhaus St. Katharina angebracht, die einen geschichtlichen Abriss über das Gebäude enthält.

## Denkmalgeschützte Bauteile
Das Kelterhaus enthält ein Krüppelwalmdach und stammt aus dem 17. Jahrhundert, wobei einzelne Bauteile bereits zuvor entstanden waren. Das weiter südlich befindliche Wohnhaus stammt aus der Renaissance; sein Portal ist mit der Jahreszahl 1590 bezeichnet. Im tonnengewölbten Keller befindet sich ein bauzeitlicher Brunnenschacht. Aus dieser Zeit stammt außerdem ein eingeschossiges Gebäude, das mutmaßlich als Stall diente.